# Zwarte Zwadderneel
De Zwarte Zwadderneel is een stripfiguur met de namen Zwadke Kornelisz en Cornelis Zwadder uit de Bommelsaga, een Nederlandse stripserie geschreven en getekend door Marten Toonder. In deze verhalen is de Zwarte Zwadderneel een boeteprediker.

## Oorsprong
In zijn zoektocht naar de Zwarte Zwadderneel vindt heer Bommel in het gelijknamige verhaal De Zwarte Zwadderneel ene Zwadke Kornelisz, die in de loop van het verhaal zijn ware aard laat zien als vasthoudende boeteprediker. Als zijn enige zwakheid ziet deze zijn paraplu, die hij nodig heeft tegen de hem immer volgende plaatselijke regenbui. Maar voor het overige is Zwadke Kornelisz overtuigd dat door voortdurende persoonlijke boetedoening de wereld zal worden verbeterd. Op het tuinfeest bij de Markies de Canteclaer weet Tom Poes Zwadke Kornelisz ten slotte als de Zwarte Zwadderneel te ontmaskeren.

## Latere optredens
In het verhaal De blijdschapper, roept heer Bommel Cornelis Zwadder weer op door middel van zwarte kunsten. De bekeerde Zwarte Zwadderneel werkt hierin samen met magister Hocus P. Pas. Hij raakt in gevecht met heer Bommel over de attenties van buurvrouw Anne Marie Doddel. Aan het eind van het verhaal slaat de regenbui om in een grote overstroming. 
Het verhaal Het spijtlijden lijkt hem op het lijf geschreven, maar ook hier faalt de boeteprediker. 
In De Labberdaan zegt hij dat werk een straf is voor de zonde en dat men aan werk geen plezier mag beleven.

## Commentaar van zijn biograaf
In het voorwoord van De Volledige Werken band 15 laat Marten Toonder zijn licht over deze boeteprediker schijnen. 
Het optreden van deze eerwaarde Zwadke Kornelisz werd dan ook onvermijdelijk. Ik haast me echter te verklaren dat hij het Geloof uitdraagt, zonder tot één bepaalde kerk te behoren. Het is het ingeboren calvinisme dat hij vertegenwoordigt. Nederland is een ontzaglijk calvinistisch land.

## Citaten
- "Om gelukkig te worden moet men eerst de wegen der smart bewandelen"
- "Hoedt u voor de winderige die in ledigheid over de wegen gaat"
- "Schertsen en tabakskruid smoren! IJdelheid en lage lust. Doof dat rookgerei, broeder; de zonde heeft u in haar greep."
- "Waar blijft ge, broeder? Het praten tegen bomen zet tot het lagere aan, terwijl we juist het hogere moeten zoeken. Spijt en inkeer."